# Лудзі-Жик'я
Лу́дзі-Жи́к'я (рос. Лудзи-Жикья) — присілок у складі Селтинського району Удмуртії, Росія.

## Населення
Населення — 89 осіб (2010; 123 в 2002).
Національний склад станом на 2002 рік:
- удмурти — 93 %

## Урбаноніми[3]
- вулиці — Ставкова, Центральна